# Liste der Dachauer Prozesse
Hier sind die 284 Dachauer Prozesse mit den jeweiligen Angeklagten zu finden.
Jeder Prozess erhielt eine eigene Aktenzahl, nach der hier auch aufgelistet wird. Diese Reihenfolge ist daher nicht mit der Reihung nach dem aufsteigenden Datum identisch. Jeder Prozess wird auch kurz kommentiert.

## US001
Beginn des Prozesses: 22. Januar 1947
Angeklagt wurden die Misshandlungen von 15 amerikanischen Kriegsgefangenen vom 20. März 1945 bei Amstetten, als diese mit einem Viehwagen von Ungarn nach Deutschland deportiert wurden. Die Anordnung erteilte ein Offizier der Waffen-SS.
Die Angeklagten und ihre Urteile
| - Rudolf Bast (Freispruch) - Joseph Baulenzynski (2 Jahre) - Franz Bruckböck (2 Jahre) - Ernst Erhart (1½ Jahre) - Ferdinand Edelmann (Freispruch) - Rudolf Geyerhofer (2 Jahre) - Franz Götz (2 Jahre) - Norbert Gruber (4 Jahre) - Herta Hauswirth (Freispruch) - Karoline Hendl (Freispruch) - Friedrich Hübner (2 Jahre) - Stephanie Karner (3 Monate) - Friedrich Kisch (Freispruch) | - Gretl Kubiska (Freispruch) - Alois Lachinger (Freispruch) - Rudolf Mayerhofer (1 Jahr) - Paul Niemiez (Freispruch) - Elisabeth Perbel (1½ Jahre) - Johann Pressl (2 Jahre) - Franz Schlögelhofer (5 Jahre) - Josefa Schmidhammer (1½ Jahre) - Josef Schueh (4½ Jahre) - Stefan Schwartz (Freispruch) - Friedrich Weinerth (1½ Jahre) - Viktor Ziegler (Freispruch) |

## US002
Beginn des Prozesses: 18. Oktober 1945
Der Angeklagte, Mitglied der Waffen-SS, erschoss am Nachmittag des 16. November 1944 bei Innerfurth (Österreich) einen abgeschossenen, bereits leicht verletzten GI.
Der Angeklagte und sein Urteil
- Josef Hangobl (lebenslange Haftstrafe, im Revisionsverfahren zu zehn Jahren herabgestuft)

## US003
Beginn des Prozesses: 30. Oktober 1947
Die beiden Angeklagten, Mitglieder des Volkssturms, erschossen am 23. März 1945 im steirischen Hieflau einen unbewaffneten abgeschossenen Amerikaner und folterten einen weiteren.
Die Angeklagten und ihre Urteile
- Mathias Kapeller (30 Jahre, im Revisionsverfahren zu 28½ Jahren herabgestuft)
- Adolph Karl Maria Krause (5 Jahre, im Revisionsverfahren zu 2½ Jahren herabgestuft)

## US004
Beginn des Prozesses: 26. Juni 1946
Der Angeklagte, ein Arzt und zugleich der örtliche Gesundheitsbeauftragte, injizierte am 26. Juli 1944 einem abgeschossenen Amerikaner bei Molln eine Spritze, um so ein medizinisches Experiment an diesem durchzuführen. Das Opfer starb noch am selben Tag an den Folgen der Injektion.
Der Angeklagte und sein Urteil
- Alois Grisl (Lebenslange Freiheitsstrafe, im Revisionsverfahren zu 15 Jahren herabgestuft)

## US005
Beginn des Prozesses: 15. Juli 1947
Der Angeklagte, Mitglied der SS, erschoss am 14. Oktober 1944 drei gefangene amerikanische Piloten, nachdem diese mit ihren Flugzeugen in Bleiburg abgeschossen worden waren.
Der Angeklagte und sein Urteil
- Erich Wandrey (Todesstrafe, im Revisionsverfahren zu einer Lebenslangen Freiheitsstrafe herabgestuft)

## US006
Beginn des Prozesses: 7. Juni 1946
Die Angeklagten, Mitglieder der Kampfgruppe Ney und der ungarischen SS, erschossen am 5. März 1945 bei Sur fünf Amerikaner, nachdem diese mit ihren Fallschirmen abgesprungen waren.
Die Angeklagten und ihre Urteile
| - Miklos Bakos (Todesstrafe) - Istvan Csihas (Todesstrafe) - Istvan Eros (Lebenslange Freiheitsstrafe) | - Ferenc Karolyi (Todesstrafe, im Revisionsverfahren zu einer Lebenslangen Freiheitsstrafe herabgestuft) - Istvan Lengyel (Lebenslange Freiheitsstrafe) - Karolyi Ney (Todesstrafe, im Revisionsverfahren zu einer Lebenslangen Freiheitsstrafe herabgestuft) |

## US007
Beginn des Prozesses: 26. Februar 1947
Die Angeklagten Taurer und Winkler erschossen am 16. November 1944 in Greifenburg einen Amerikaner, nachdem diese Befehl von einem Gendarmerieoffizier und dem Ortsgruppenleiter erhalten hatten.
Die Angeklagten und ihre Urteile
| - Stefan Hanser (Freispruch) - Anton Oberzauchner (Freispruch) | - Anton Taurer (Lebenslange Freiheitsstrafe) - Franz Winkler (Lebenslange Freiheitsstrafe) |

## US008
Beginn des Prozesses: 30. Januar 1947
Die beiden Angeklagten, Mitglieder des Reichsarbeitsdienstes Eisenstadt, nahmen vier US-Soldaten bei Schützen am Gebirge gefangen, verhörten diese, folterten und töteten sie, unter dem Vorwand, sie hätten einen Fluchtversuch geplant. Diese vier Morde ereigneten sich in der Zeit vom 13. Februar bis 14. Februar 1945.
Die Angeklagten und ihre Urteile
- Franz Hofbauer (25 Jahre)
- Oswald Rath (25 Jahre)

## US009
Beginn des Prozesses: 24. Juli 1947
Die Angeklagten nahmen am 23. August 1944 einen abgeschossenen Amerikaner im steirischen Frein an der Mürz gefangen und töten ihn auf dem Weg ins Hauptquartier nach Mürzsteg. Auf dem Weg zu ihrem Stützpunkt ermordeten sie bei Taschl ebenfalls einen US-Amerikaner, nachdem sie ihn verhört hatten.
Die Angeklagten und ihre Urteile
- Walter Bockhorni (Freispruch)
- Fritz Thaler (25 Jahre, im 1. Revisionsverfahren zu 13 Jahren herabgestuft, im 2. Revisionsverfahren auf 23 Jahre erhöht)

## US010
Beginn des Prozesses: 6. November 1947
Der Angeklagte erschoss am 25. April 1945 einen Amerikaner, der mit seinem Fallschirm bei Linz notlanden musste.
Der Angeklagte und sein Urteil
- Johann Stieblaichinger (20 Jahre, im Revisionsverfahren zu 18 Jahren 9 Monaten herabgestuft)

## US011
Beginn des Prozesses: 16. Juli 1946
Die Angeklagten erschossen zwischen dem 16. Dezember 1944 und dem 13. Januar 1945 Hunderte Kriegsgefangene während der Ardennen-Offensive.
Die Angeklagten und ihre Urteile
| - Valentin Bersin (Todesstrafe) - Friedel Bode (Todesstrafe) - Marcel Boltz (Anklage zurückgezogen) - Willi Braun (Lebenslange Freiheitsstrafe, im Revisionsverfahren zu 15 Jahre herabgestuft) - Kurt Briesemeister (Freispruch) - Willi von Chamier (Lebenslange Freiheitsstrafe) - Friedrich Christ (Todesstrafe) - Roman Clotten (10 Jahre) - Manfred Coblenz (Lebenslange Freiheitsstrafe) - Josef Diefenthal (Todesstrafe) - Josef Dietrich (Lebenslange Freiheitsstrafe) - Fritz Eckmann (Todesstrafe, im Revisionsverfahren aus Mangeln an Beweisen: Freispruch) - Arndt Fischer (15 Jahre) - Georg Fleps (Todesstrafe, im Revisionsverfahren auf Lebenslanger Freiheitsstrafe herabgestuft) - Heinz Friedrichs (Lebenslange Freiheitsstrafe) - Fritz Gebauer (Lebenslange Freiheitsstrafe) - Heinz Gödicke (Lebenslange Freiheitsstrafe) - Ernst Goldschmidt (Todesstrafe) - Hans Gruhle (20 Jahre) - Helmut Haas (Anklage zurückgezogen) - Max Hammerer (Todesstrafe, im Revisionsverfahren auf Lebenslanger Freiheitsstrafe herabgestuft) - Armin Hecht (Lebenslange Freiheitsstrafe, im Revisionsverfahren zu 15 Jahren herabgestuft) - Willi Heinz Hendel (Todesstrafe) - Hans Hennecke (Todesstrafe) - Emil Hergeth (Anklage zurückgezogen) - Hans Hillig (10 Jahre) - Heinz Hofmann (Lebenslange Freiheitsstrafe, im Revisionsverfahren zu 15 Jahren herabgestuft) - Joachim Hofmann (Todesstrafe, im Revisionsverfahren zu 20 Jahren herabgestuft) - Hubert Huber (Todesstrafe) - Siegfried Jäkel (Todesstrafe, im Revisionsverfahren zu 20 Jahren herabgestuft) - Benoni Junker (Todesstrafe, im Revisionsverfahren zu Lebenslanger Freiheitsstrafe herabgestuft) - Friedel Kies (Todesstrafe, im Revisionsverfahren zu 20 Jahren herabgestuft) - Gustav Knittel (Lebenslange Freiheitsstrafe) - Georg Kotzur (Lebenslange Freiheitsstrafe, im Revisionsverfahren zu 15 Jahren herabgestuft) - Fritz Kraemer (10 Jahre) - Oskar Klingelhöfer (Todesstrafe, im Revisionsverfahren zu Lebenslanger Freiheitsstrafe herabgestuft) - Herbert Losenski (Anklage zurückgezogen) - Werner Kühn (Todesstrafe) - Erich Maute (Todesstrafe) | - Arnold Mikolaschek (Lebenslange Freiheitsstrafe, im Revisionsverfahren zu 15 Jahren herabgestuft) - Anton Motzheim (Todesstrafe, im Revisionsverfahren zu zehn Jahren herabgestuft) - Erich Münkemer (Todesstrafe, im Revisionsverfahren zu Lebenslanger Freiheitsstrafe herabgestuft) - Gustav Neve (Todesstrafe, im Revisionsverfahren zu 20 Jahren herabgestuft) - Paul Hermann Ochmann (Todesstrafe) - Werner Pedersen (Anklage zurückgezogen) - Joachim Peiper (Todesstrafe) - Rudolf Plez (Lebenslange Freiheitsstrafe, im Revisionsverfahren zu 15 Jahren herabgestuft) - Georg Preuss (Todesstrafe) - Hermann Priess (20 Jahre) - Fritz Rau (Lebenslange Freiheitsstrafe, im Revisionsverfahren zu 15 Jahren herabgestuft) - Theo Rauh (Todesstrafe) - Heinz Rehagel (Todesstrafe, im Revisionsverfahren zu Lebenslanger Freiheitsstrafe herabgestuft) - Rolf Roland Reiser (10 Jahre) - Wolfgang Richter (Lebenslange Freiheitsstrafe, im Revisionsverfahren zu 15 Jahren herabgestuft) - Max Rieder (Todesstrafe, im Revisionsverfahren zu 15 Jahren herabgestuft) - Rolf Ritzer (Lebenslange Freiheitsstrafe, im Revisionsverfahren zu 15 Jahren herabgestuft) - Axel Rodenburg (Todesstrafe, im Revisionsverfahren zu 15 Jahren herabgestuft) - Erich Rumpf (Todesstrafe) - Willi Schäfer (Todesstrafe) - Rudolf Schwambach (Todesstrafe) - Kurt Sickel (Todesstrafe 1946, entlassen 1954) - Oswald Siegmund (Todesstrafe) - Franz Sievers (Todesstrafe) - Hans Siptrott (Todesstrafe) - Gustav Adolf Sprenger (Todesstrafe, im Revisionsverfahren zu 15 Jahren herabgestuft) - Werner Sternebeck (Todesstrafe) - Heinz Stickel (Todesstrafe, im Revisionsverfahren zu 15 Jahren herabgestuft) - Herbert Stock (Lebenslange Freiheitsstrafe, im Revisionsverfahren zu 15 Jahren herabgestuft) - Erwin, Szyperski (Lebenslange Freiheitsstrafe, im Revisionsverfahren zu 15 Jahren herabgestuft) - Edmund Tomczak (Lebenslange Freiheitsstrafe) - Heinz Tomhardt (Todesstrafe im Revisionsverfahren zu Lebenslanger Freiheitsstrafe herabgestuft) - August Tonk (Todesstrafe) - Hans Trettin (Lebenslange Freiheitsstrafe) - Johann Wasenberger (Lebenslange Freiheitsstrafe, im Revisionsverfahren zu 15 Jahren herabgestuft) - Günther Weis (Todesstrafe, im Revisionsverfahren zu 15 Jahren herabgestuft) - Erich Werner (Lebenslange Freiheitsstrafe, im Revisionsverfahren zu 15 Jahren herabgestuft) - Otto Wichmann (10 Jahre) - Paul Zwigart (Todesstrafe) |

Anmerkung: Keine der Todesstrafen wurde vollstreckt, keiner der Verurteilten war länger als zehn Jahre (bis max. 1956) in Haft.

## US 012
Beginn des Prozesses: 24. Juni 1947
Der Angeklagte erschoss am 25. Mai 1944 nahe Hamburg einen unbewaffneten US-Amerikaner, der mit dem Fallschirm zu Boden gegangen war.
Der Angeklagte und dessen Urteil
- Ludwig Johann Michael Engelhard (Freispruch)

## US 013
Beginn des Prozesses: 7. April 1945
Der Angeklagte, Mitglied der Wehrmacht (2. Bataillon, 293. Regiment, 18. Volksgendarmerie-Division) erschoss am 20. April 1945 zwei US-Soldaten, die sich mit Hunderten anderen Kriegsgefangenen auf dem Marsch in ein Kriegsgefangenenlager bei Bleialf befanden. Die beiden Soldaten wurden willkürlich ausgewählt, da sie „jüdisch“ aussahen. Der Angeklagte soll nach der Exekution „Juden haben kein Recht, in Deutschland leben zu dürfen“ gerufen haben.
Der Angeklagte und dessen Urteil
- Curt Bruns (Todesstrafe)

## US 014
Beginn des Prozesses: 18. August 1947
Zwischen Oktober 1944 und Januar 1945 sollen die Angeklagten, Mitglieder der 150. SS-Panzerbrigade, sich mit gestohlenen Uniformen, Emblemen und Dokumenten Zugang zu US-Stützpunkten in den Ardennen verschafft haben und so im Rahmen der so genannten „Greif-Aktion“ hunderte US-Soldaten erschossen haben.
Die Angeklagten und ihre Urteile
| - Philipp von Behr (Freispruch) - Ralph Bellstedt (Freispruch) - Arend De Bruin (Freispruch) - Günther Fitze (Freispruch) - Hans Hass (Freispruch) | - Wilhelm Kocherscheidt (Freispruch) - Wilhelm Maus (Freispruch) - Dennis Muntz (Freispruch) - Walter Scherf (Freispruch) - Otto Skorzeny (Freispruch) |

## US 015
Beginn des Prozesses: 24. Juni 1947
Der Angeklagte, Angehöriger der Deutschen Reichsbahn, soll am 5. Juni 1944 bei Mons (Belgien) einen abgestürzten US-Piloten erschossen haben, der sich ergeben wollte.
Der Angeklagte und dessen Urteil
- Gustav Karl Wilhelm Ruester (Todesstrafe, im Revisionsverfahren zu Freispruch herabgestuft, da nicht genug Beweise vorlagen)

## US 016
Beginn des Prozesses: 20. Oktober 1947
Die Angeklagten waren Rektoren der Volkssturm-Schule im jugoslawischen Sava, die am 22. November 1944 vor der versammelten Schülerschaft zwei US-Piloten erschossen, nachdem diese auf Grund eines Maschinenschadens abspringen mussten.
Die Angeklagten und ihre Urteile
- Harras Kieslinger (Freispruch)
- Roman Wintschnig (25 Jahre)

## US 415
Beginn des Prozesses: 16. Juli 1947 
Die Angeklagte waren Mitglieder des Personals des Konzentrationslagers Mauthausen und seiner Außenlager.
Die Angeklagten und ihre Urteile
- Eduard Dlouhy (3 Jahre)
- Wilhelm Dulovits (served but not tried)
- Rudolf Fleischhacker (served but not tried)
- Wilhelm Glissmann (3 Jahre)
- Fritz Miroff (Todesstrafe)
- Paul Ricken (Lebenslange Freiheitsstrafe)
- Karl Stumfol (2,5 Jahre)
- Ladislaus Turzer (served but not tried)